# Manu Katché

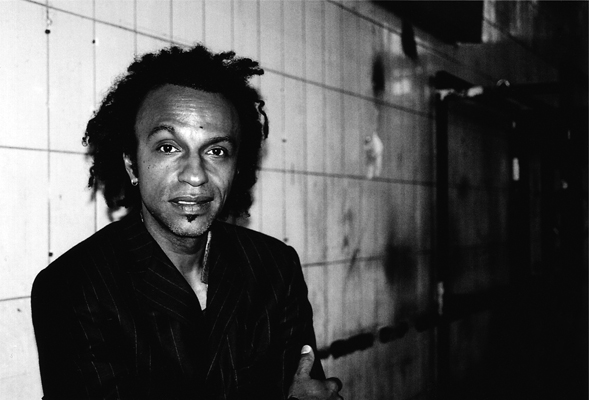
Manu Katché

Manu Katché, född 27 oktober 1958, är en fransk sångare och musiker.

## Diskografi

### Egna album
- Third Round, 2010.
- Playground, 2007.
- Neighbourhood, 2005.
- It's about time and the others..., 1991.

### Soundtrack
- Little indian big city
- Léon
- City of Angels
- The last temptation of Christ